# Falkoner Allé
Falkoner Allé er en gade på Frederiksberg, der forbinder Åboulevard og Gammel Kongevej. Alléen strækker sig over ca. 1 km og har navn efter Falkonergården, som den ledte ned til. Resterne af gården findes mellem nr. 112 og 120.
Falkoner Allé blev anlagt omkring 1670 som Allégades forlængelse frem til Falkonergården. Vejen var oprindeligt lukket ved Allégade og Jagtvej, men vejen blev offentligt tilgængelig fra 1765. Sammen med Gammel Kongevej kom Falkoner Allé til at udgøre hovedgaderne på Frederiksberg, og flere kommunale bygninger og etagejendomme blev opført her sidst i 1800-tallet, bl.a. Frederiksberg Rådhus, der fra 1886 til 1953 havde adresse i nr. 7. Flere af kommunens folkeskoler lå også på Falkoner Allé.
I dag er Falkoner Allé blandt andet kendt for kongresstedet Falkoner Centret, der er opført hvor skolerne og rådhuset lå, (over for McDonald's med deres danske hovedkontor og en 7-Eleven) og butikscentret Frederiksberg Centret, hvor også Frederiksberg Station er placeret, og bag ved disse ligger Solbjerg Plads. Her findes Copenhagen Business School, Frederiksberg Hovedbibliotek og Falkoner Biografen. Og en søndagsåben Irma til afløsning for den lukkede Irma City. 
På hjørnet af Rolighedsvej og Falkoner Allé ligger den markante beboelsesejendom Hostrups Have tegnet af arkitekt Hans Dahlerup Berthelsen.